# Ноябрь 2018 года

Список событий ноября 2018 года.

## События
- 1 ноября
  - Депутаты Национального собрания Армении во второй раз отказались избрать Никола Пашиняна на должность премьер-министра, после чего парламент был распущен автоматически в соответствии с Конституцией в течение двух недель он дважды не смог избрать нового премьер-министра. Новые выборы в парламент Армении состоятся в декабре 2018 года спустя 45 дней после роспуска парламента[1].
  - Премьер-министр Чехии Андрей Бабиш отклонил миграционный пакт ООН[2].
  - Впервые за последние 12 лет из Афин (Греция) в Скопье (Македония) совершил перелёт авиалайнер[3].
- 2 ноября
  - В Пакистане продолжаются массовые акции протеста, начавшиеся после оправдания Асии Биби — христианки, ранее приговорённой к смертной казни по обвинению в богохульстве за то, что она отпила воды из сосуда, из которого пили мусульмане[4].
  - США сняли санкции, введённые после ареста американского пастора Эндрю Брансона в отношении министра юстиции Турции Абдулхамита Гюля и министра внутренних дел Турции Сулеймана Сойлу. Турция, в свою очередь, также сняла санкции, введённые в отношении американских госдеятелей[5].
- 4 ноября
  - В Тегеране и некоторых других городах Ирана в рамках «национального дня борьбы с мировым империализмом» прошли митинги против США и Израиля[6].
  - Во французском заморском владении Новая Каледония прошёл референдум о независимости от Франции, по предварительным результатам которого, независимость не поддержали 59,5 % избирателей[7].
- 5 ноября
  - В Саудовской Аравии запустили первый из 16 исследовательских ядерных реакторов[8].
- 7 ноября
  - Впервые в конгресс США избраны женщины-мусульманки — от штата Миннесота Ильхэн Омар, уроженка Сомали, и от штата Мичиган Рашида Тлаиб из Детройта[9].
- 9 ноября
  - В Джорджтауне (Гайана) потерпел катастрофу самолёт Boeing 757 компании Fly Jamaica Airways, погиб 1 человек.
- 11 ноября
  - Первый коммерческий пуск компанией Rocket Lab сверхлёгкой ракеты-носителя «Электрон» с космодрома Rocket Lab LC-1 в Новой Зеландии. На низкую околоземную орбиту выведено шесть спутников[10].
  - Южная Корея и КНДР в рамках плана снижения напряжённости приступили к уничтожению постов, расположенных вдоль общей границы[11].
  - В бундесвере раскрыли группу из примерно 200 военнослужащих, которые готовили политические убийства, в числе людей, на которых планировались покушения, — лидер левых в бундестаге Дитмар Барч, а также министр иностранных дел Германии Хайко Маас, бывший президент Йоахим Гаук и один из лидеров «Зеленых» Клаудия Рот[12].
  - Кандидат от КПРФ Валентин Коновалов на безальтернативных выборах в Хакасии набрал 55,51 % голосов, для победы он должен набрать более 50 %[13].
  - Инцидент с E-190 над Лиссабоном: во время перегоночного рейса самолёт компании Air Astana потерял управление. Пилотам удалось восстановить контроль и совершить аварийную посадку на базе ВВС Бежа.
- 12 ноября
  - Боевики с территории сектора Газа обстреляли ракетами южную часть Израиля, было выпущено более ста ракет[14].
  - Архиерейский собор Сербской православной церкви отказался признавать решения Константинопольского патриархата по Украине обязательными для исполнения[15].
- 13 ноября
  - Украинская православная церковь Московского патриархата отказалась от участия в создании Украинской автокефальной церкви и разорвала евхаристическое общение с Константинопольским патриархатом[16].
  - Управление Следственного комитета РФ по Санкт-Петербургу возобновило расследование уголовного дела об убийстве в октябре 1991 года музыканта и автора песен Игоря Талькова[17].
- 14 ноября
  - Кабинет министров Великобритании одобрил предварительный текст соглашения о выходе страны из Евросоюза, так называемый «мягкий Брексит»[18].
  - Политический кризис в Шри-Ланке: прошло голосование по выражению вотума недоверия премьер-министру Махинде Раджапаксу, было объявлено по итогам об отставке министра[19].
  - Министр обороны Израиля Авигдор Либерман ушел в отставку[20].
- 15 ноября
  - Доминик Рааб ушел в отставку с должности министра по Brexit[21].
- 16 ноября
  - Новым министром Великобритании по выходу страны из Европейского союза назначен Стивен Барклай[22].
  - На территории России доступ к сайту Sci-Hub закрыт РосКомНадзором. Согласно тексту решения кроме sci-hub.tw Роскомнадзор должен обеспечить блокировку сайтов gen.lib.rus.ec, www.libgen.io, scihub.unblocked.gdn, lgmag.org, libgen.unblocked.gdn, libgen.io[23]. В РФ продолжает работать сайт sci-hub.se.
- 17 ноября
  - ЦРУ США установило, что наследный принц Саудовской Аравии Мохаммед бин Салман отдал приказ об убийстве журналиста Джамаля Хашукджи[24].
- 18 ноября
  - Премьер-министр Израиля Биньямин Нетаньяху стал новым министром обороны Израиля[25].
- 19 ноября
  - Корпорация «Газпром» завершила морскую укладку газопровода «Турецкий поток» по дну Чёрного моря[26].
  - Член британского парламента Мадлен Мун избрана новым президентом ПА НАТО[27].
- 20 ноября
  - Новым президентом Интерпола стал Ким Чон Ян[28].
  - Кирибати и Вануату вошли в состав Интерпола[29].
- 21 ноября
  - Британский актер Хью Лори был награжден орденом Командора Британской империи за службу драматическому искусству[30].
- 22 ноября
  - Арест рэпера Хаски в Краснодаре
- 24 ноября
  - По всей Франции прошло 1619 уличных акций против повышения цен на топливо, в них приняли участие более 100 тысяч человек[31].
- 25 ноября
  - Утром в районе Керченского пролива российский пограничный корабль «Дон» совершил навал на украинский рейдовый буксир «Яны Капу». Позже катера пограничного управления ФСБ России открыли огонь по малым бронированным артиллерийским катерам «Бердянск» и «Никополь». Три украинских военнослужащих получили ранения[32]. Все три украинских судна захвачены спецназом РФ[33].
  - Тринадцатилетняя представительница Польши Роксана Венгель с песней «Anyone I Want to Be» победила на международном конкурсе «Детское Евровидение», финал которого прошел в Минске[34].
  - На внеочередном заседании саммит лидеров 27 остающихся в Евросоюзе государств одобрил проект договора об условиях отделения Великобритании от Евросоюза, а также политическую декларацию о будущих отношениях со страной[35].
  - Новым главой Генштаба армии Израиля стал генерал-десантник Авив Кохави[36].
- 26 ноября
  - Президент Украины издал указ о введении военного положения на всей территории страны с 26 ноября сроком на 60 суток[37].
  - Посадочный модуль InSight успешно сел на Марс и передал первое изображение с его поверхности[38].
- 27 ноября
  - Число пострадавших при землетрясении в Иране достигло почти 800 человек[39].
  - Во время заседания Синода Константинопольской церкви в Стамбуле был упразднён Западноевропейский экзархат русских приходов[40].
- 28 ноября
  - Состоялся второй тур президентских выборов в Грузии, по предварительным итогам победу одерживает Саломе Зурабишвили[41].
  - Магнус Карлсен защитил титул чемпиона мира по классическим шахматам, на тай-брейке обыграв американского шахматиста Фабиано Каруану[42].
- 29 ноября
  - ЮНЕСКО включила регги в список шедевров нематериального культурного наследия[43].
- 30 ноября
  - Украина запретила въезд на территорию страны россиянам мужского пола в возрасте от 16 до 60 лет[44].